# Развод в Древней Руси
Развод в Древней Руси (древнерус. роспуст, распуст) — система расторжения венчанного и невенчанного брака начиная с Киевской Руси и заканчивая Русским царством (далее см. Развод в Российской империи).
Расторжение брака на Руси допускалось как церковной, так и светской властью неохотно, однако на практике во все исторические периоды разводы существовали. В ранний период истории развод определялся рядом обычаев, шедших еще из дохристианской Руси и касавшихся невенчанных браков. Далее, с укреплением влияния Церкви, как пишут исследователи русского средневековья, «развод в Древней Руси — явление редкое, но не уникальное. Православная церковь рассматривала брак как вечный союз, но в определенных случаях признавала возможность его расторжения. Случаи эти зафиксированы в Кормчих книгах — сводах церковных и светских законов и правил. Бракоразводные дела находились в ведении церковного суда, а в XVII веке стали прерогативой патриарха . Наиболее хорошо изучена практика разводов русских правителей (которые как правило незаконно отправляли супругу в монастырь под формальным предлогом) и знати времён Русского царства, о разводах простых людей известно очень мало.

## Характеристика

#### Языческие и раннехристианские времена
Мнения историков о порядке брака и развода на Руси до крещения крайне полярны и противоречивы. В основном они базируются на Повести временных лет и свидетельствах арабских путешественников. Из этих скудных данных историки зачастую выносят противоположные выводы. К примеру, такие историки как  Д. Я. Самоквасов или К. А. Неволин утверждают, что у древних славян существовало неограниченное право развода и сам развод представлял собой легкий и необременительный процесс. В то же время их выводы оспаривает доктор юридических наук и исследователь истории российской юриспруденции В. В. Момотов, ссылаясь, в частности, на описанный арабскими историками обычай сожжения вдов у русов.  Также существуют споры относительно различия в правах супругов.
C появлением христианства на Руси утвердилось представление о браке, как о союзе, заключаемом на всю жизнь, и, в идеале, нерасторжимом. Для обоснования нерушимости брачных уз Церковью приводились цитаты из Ветхого  и Нового заветов. Таким образом брак мог прекратиться только в случае  смерти одного из супругов. Однако в Евангелии от Марка приводится слова Христа, в которых он объявляет прелюбодеяние гораздо большим грехом чем развод. 
Это дало обоснование Византийскому законодательству узаконить развод в случае прелюбодеяния супруги (впоследствии это развилось в возможность развода в случае любых  нарушенных  обязательств супругов — друг перед другом или перед государством).